# Federazione pallavolistica di Mauritius
La Federazione mauriziana di pallavolo (eng. Mauritius Volleyball Association, MVA) è un'organizzazione fondata per governare la pratica della pallavolo a Mauritius.
Organizza il campionato maschile e femminile, e pone sotto la propria egida la nazionale maschile e femminile.
Ha aderito alla FIVB nel 1959.